# 白磷
白磷，又称黄磷，分子式P4，是磷的同素异形体，外觀為白色固体，质软，有剧毒，致死量为0.25g。為避免在空氣中氧化甚至自燃，实验室置于冷水中保存。被用作化学武器。

## 制备
白磷的制备方法较多。常见的工业制法是在碳和二氧化硅的存在下用磷矿石加强热。生成的磷单质为气体，可以被磷酸吸收。反应方程式如下： 
2 Ca3(PO4)2 + 6 SiO2 + 10 C → 6 CaSiO3 + 10 CO + P4
这是一个理想化的方程式，因为磷矿石中还含有氟磷灰石（Ca5(PO4)3F）。工业上使用磷矿、无烟煤或焦炭和石英砂按一定比例混合在1400-1500℃的电炉中制得磷与一氧化碳，冷却后在水面下收集磷蒸气得到白磷。

## 性质
白磷於50°C时可在空气中自燃，生成白色烟雾，主要成分为五氧化二磷（烟）以及五氧化二磷于空气中水结合生成的磷酸（雾），方程式为：
P4 + 5O2 → P4O10
白磷在常温下可以和空气中的氧气反应（这也是白磷在黑暗中发光的反应式，即冷焰，后者是指化学磷光支链反应）：
1. 链引发：P4 + O2 → P4O + O
2. 链传递：P4 + O + M → P4O + M
3. 链传递：P4On + O2 → P4On+1 + O
4. 链终止：O + O2 + M → O3 + M
5. 链终止：O + X → 消亡

两个方程式合起来为：P4 + 2O2 → P4O + O3
其中M为其他原子。X为壁或毒物，分别使得自由氧被吸附或形成稳定产物。
反应1的反应速率与温度无关，其活化能为零。最终产物以P4O10为主，不过P4O也占到30%。P4O是一种不溶于水的红色固体。

常温下，白磷具有可观的饱和蒸汽压。800℃以上，白磷开始分解为P2分子，在900至1200℃间存在平衡：
{\displaystyle P_{4}(g)\rightleftharpoons 2P_{2}(g),\log {K}=7.5844-{\frac {11489}{T}}}。其中K为反应的平衡常数；T为温度，单位为开尔文。
P2的结构与氮气类似，键长为189.5pm。2200℃以上时分解为磷原子。

## 武器
白磷弹是手榴弹、炮弹、炸弹的一种，利用了白磷在空气中自燃的性质。利用白磷本身毒性的化学武器也曾被研制。
起初白磷弹曾被当作燃烧弹使用，但后来由于其给交战国士兵造成的巨大身体及心理创伤而逐渐被各国弃用，转而作为目标指示弹及烟雾弹使用。
美軍跟伊拉克武裝分子在伊拉克費盧杰激戰多個月，其間用過白磷彈。
2007年以色列進攻加沙城时曾使用过该武器。
2009年初以色列對加薩發動軍事攻擊，造成數千平民百姓死傷，而曾參與指揮作戰的准將與上校2名高階軍官，因證實作戰期間使用白磷彈遭受懲處，以色列國防軍形象蒙上陰影。

## 危害性
白磷进入人体会引起急性白磷中毒或慢性白磷中毒。过去，不慎误服白磷后常用硫酸铜溶液洗胃，原因是白磷和硫酸銅溶液會發生如下反應：
{\displaystyle \mathrm {11P_{4}+60CuSO_{4}+96H_{2}O\rightarrow 20Cu_{3}P+24H_{3}PO_{4}+60H_{2}SO_{4}} }
但是，硫酸铜有毒，会损害肾脏和大脑。目前，在美国等国家已经不再使用。在一本美国海军编制的手册中則推荐使用碳酸氢盐溶液来中和磷酸。